# Maria von Vetsera
Vetsera Mária Alexandrina bárónő (Marie Alexandrine Freiin von Vetsera; Bécs, 1871. március 19. – Mayerling, 1889. január 30.) osztrák bárókisasszony, Rudolf főhercegnek, az Osztrák–Magyar Monarchia trónörökösének szeretője. A korabeli magyar sajtóban gyakran Vetsera Mária néven szerepelt.

## Családja

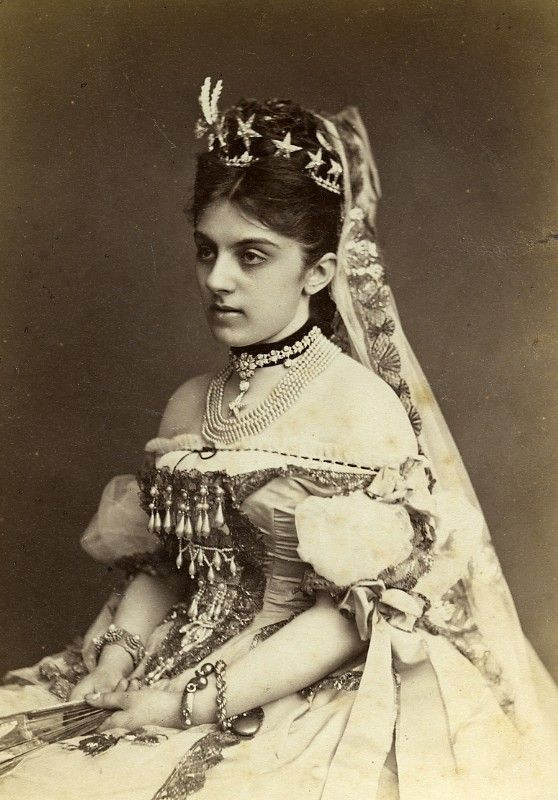
Anyja, Helene von Vetsera báróné

Maria von Vetsera baronesz édesapja Albin von Vetsera báró, osztrák diplomata (1825, Pozsony – 1887), édesanyja Helene von Vetsera báróné, született Helene Baltazzi (1847–1925) volt. Négy gyermekük született, Mariát, a harmadikat, Marynek becézték. Részben német-cseh származású családból való, bizonyos fokú görög keveredéssel is.
- Ladislaus von Vetsera, „Laci”  (1865–1881)
- Johanna von Vetsera, „Hanna” (1868–1901), később von Bylandt-Rheyd gróf felesége
- Marie Alexandrine von Vetsera, „Mary” (1871–1889)
- Franz Albin von Vetsera, „Feri”  (1872–1915)

Mary legidősebb fivére, Ladislaus von Vetsera 1881. december 8-án vesztette életét a bécsi Ring színházban (Ringtheater) kitört katasztrofális tűzvészben, amely több száz áldozatot követelt. Helene von Vetsera testvéreinek, Mary nagybátyjainak nagyhírű istállójuk volt, saját lovaikkal szerepeltek nemzetközi lóversenyeken, jó lovasok voltak, a Vetsera és a Baltazzi családok tagjai a Monarchia és a nemzetközi politikai, üzleti és társasági élet ismert alakjai voltak, otthonosan mozogtak Európa arisztokrata köreiben. 1877-ben, amikor Mary még csak hatéves volt, anyja, Helene báróné szerelmi viszonyba keveredett a nála tíz évvel fiatalabb, akkor mindössze 19 éves trónörökössel, Rudolf főherceggel, és ő lett a trónörökös első szeretője.
Az apa, Albin von Vetsera báró 1887-ben bekövetkezett halála után Marynek és testvéreinek gyámjául Georg von Stockau grófot (1854–1901) jelölték ki (Eveline Baltazzi (1855–1901) férjét, Helene sógornőjét).

## Kapcsolata Rudolf trónörökössel

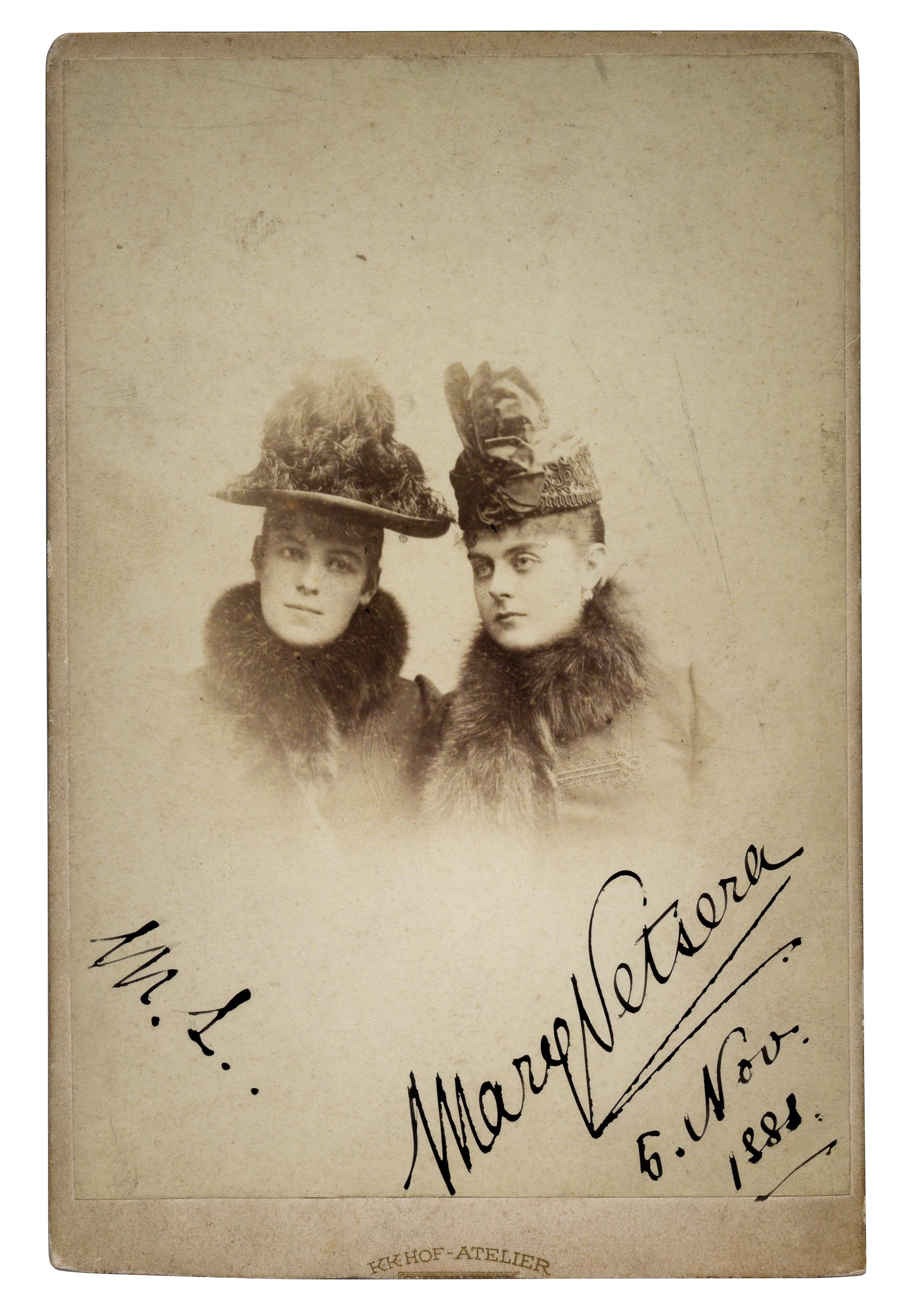
Mary von Vetsera baronesz (jobbra) utolsó fényképe. A képen látható ruhában temették el. Baloldalt Marie von Larisch grófnő

Maria (Mary) von Vetsera bárókisasszony 1888. április 12-én, a bécsi Práterben, a freudenaui lóversenypályán találkozott először Rudolf koronaherceggel, a trónörökössel (Kronprinz Rudolf, 1858–1889). A koronaherceg udvarolni kezdett az akkor 17 éves leánynak, kísérgette Prater-beli sétáin, kisebb ajándékokkal kedveskedett neki.
Mary – mint abban az időben a legtöbb ifjú leány – szerelmes rajongással tekintett a trónörökösre, aki az azt megelőző években viszonyt folytatott Mary édesanyjával, Helenével is, aki több mint 10 évvel volt idősebb Rudolfnál. Szenvedélyes leveleket írogatott neki, és Rudolf válaszolt is ezekre. 1888 őszén már viszonyuk volt. Találkáikat Marie von Larisch grófnő (1856–1940), Erzsébet császárné és királyné legidősebb fivérének, Lajos Vilmos bajor hercegnek leánya, Erzsébet unokahúga, Rudolf trónörökös unokatestvére szervezte, aki diszkréten biztosítani tudta Mary Vetsera bejutását a Hofburgba, Rudolf lakosztályába. Larisch grófnő el volt kötelezve unokafivérének, Rudolfnak, mivel a trónörökös kifizette a grófnő tetemes tartozásait, ennek fejében a grófnő partnereket közvetített, afféle kerítőnői szolgálatokat végzett Rudolfnak. Marie von Larisch grófnő jó barátságban volt Mary von  Vetserával, a leányt ő mutatta be Rudolfnak, találkozóikat ő szervezte. Egyes források szerint Marie von Larisch grófnő arra használta fel Maryt, hogy a leány közvetítse Larisch grófnő kéréseit a trónörökös felé, újabb és újabb pénzösszegek kifizetése iránt.
Bár Rudolf trónörökös nős ember volt, ebben az időben már megromlott a viszonya feleségével, Stefánia belga királyi hercegnővel (1864–1945). A két házasfél ellentétes vérmérsékletén, egymáshoz nem illő személyiségén túl az elhidegülés fő oka az volt, hogy az állhatatlan Rudolf trónörökös más nőkkel, köztük több prostituálttal tartott rendszeres kapcsolatot, és nemi betegséggel fertőzte meg feleségét, ami az asszony meddőségét okozta.

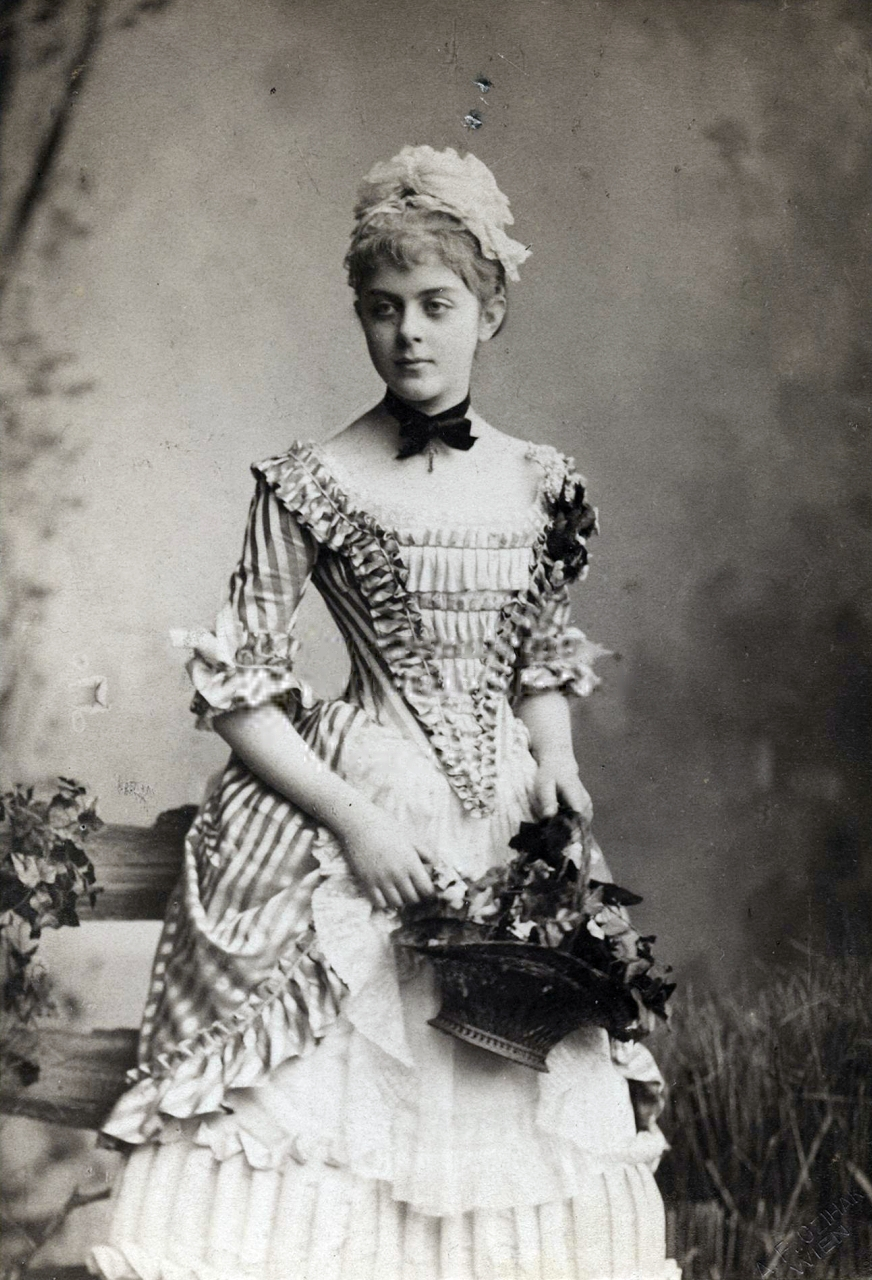
Maria von Vetsera

1889 januárjában a trónörökös házasságon kívüli viszonya Maryvel nagyon szenvedélyessé vált, és már elég sokan tudtak is róla. Még maga Ferenc József császár és király is értesült az ügyről. Január végén egy alkalommal Rudolf hevesen összeszólalkozott császári apjával, a veszekedés valószínűleg a Rudolf trónörökös és az ifjú baronesz, Mary von Vetsera viszonya miatt robbant ki.
A túlérzékeny lelkű, egzaltált Rudolf erre az időre már régen eldöntötte, hogy véget vet életének, de ehhez egy társat keresett magának, aki elkísérné őt a halálba. Több alkalmi partnere, köztük Mizzi Kaspar is visszautasították Rudolfnak ezt a kívánságát. A fülig szerelmes, mértéktelenül rajongó Mary Vetsera éppen kapóra jött a halálra készülő Rudolfnak. Rudolf leveleiben forró szerelméről biztosította a fiatal, rajongó Maryt. Amikor Larisch grófnő, a fenyegető botrányt megsejtve visszavonult, és nem akart számukra további találkákat szervezni, akkor Bratfischnek, Rudolf személyes fiákerhajtójának és a Hofburg egyik kapusának leányán, Agnes Jahodán keresztül szervezték a légyottokat.
1889. január 28-án Rudolf főherceg arra kérte Larisch grófnőt, hogy hozza el a Hofburgba Mary von Vetserát, azzal az ürüggyel, hogy még egyszer utoljára látni szeretné őt. Rudolf addigra már visszaszerezte és elégette a saját maga által Marynek írt, szerelmet mutató (vagy tettető), behízelgő leveleit, ugyanakkor a Mary és a grófné által írott leveleket kikészítette, hogy a tervezett közös öngyilkosság végrehajtása után azokat könnyen megtalálhassák, és családja kézenfekvő bűnbakot találhasson Marie von Larisch grófné személyében. A találkára érkező Mary „eltűnt” a Hofburgból. A pánikba esett Larisch grófné megpróbálta a rendőrhatóság segítségét kérni, de sikertelenül.

## A mayerlingi kettős tragédia
Mary Vetsera bárónőt Bratfisch kocsis előbb Breitenfurtba vitte, itt várták be Rudolfot, aki beszállt a hintóba, és együtt hajtattak a mayerlingi vadászkastélyba. Másnap reggel mindkettőjüket holtan találták. Mind a mai napig tisztázatlan, hogy Maryt Rudolf trónörökös lőtte-e agyon azon az éjszakán, vagy mindkettőjüket valaki más gyilkolta-e meg. Az eset részleteit az uralkodó család eltitkolta, rendőri vizsgálat nem folyt. Nincsenek döntő bizonyítékok, de nagyon valószínű, hogy Rudolf előbb Maryt lőtte agyon, azután maga is öngyilkos lett.
Közvetlenül a haláleset felfedezése után Rudolf vadásztársa, Hoyos gróf a szörnyű hírrel Bécsbe sietett, de ő még úgy adta elő, hogy Rudolfot Mary mérgezte meg. Rudolf trónörökös halálhírét senki sem merte elmondani a császárnak. Végül Nopcsa báró Erzsébet császárnénak (1837–1898) jelentette, hogy meghalt a fia. Erzsébet azonnal intézkedett. Saját lakosztályában fogadta Ferenc Józsefet, és zárt ajtók mögött beszélt vele. Senki sem tudja, mit mondott el férjének a császárné, és mi történt közöttük ekkor. Röviddel e beszélgetés után Erzsébet Katharina Schrattot (1853–1940) hívatta, akit a császárhoz küldött, hogy vigasztalja őt. Ezután leányáért, Mária Valéria főhercegnőért küldetett. Amikor Valéria megtudta bátyja halálának hírét, első kérdése ez volt: „Ugye, öngyilkos lett?” Erzsébet később felháborodottan tagadta mindezt. Úgy tűnik, a családtagoknak is először azt az elviselhetőbb verziót mondták el, hogy Rudolfot Mary Vetsera mérgezte meg, majd a leány maga is mérget vett be. A császár csak 24 óra múlva tudta meg a megdöbbentő igazságot, hogy fia önkezével vetett véget életének. 
A mélyen katolikus Ferenc József császárt megrázta ez a számára elfogadhatatlan történés. Rudolf főherceg halálhírét úgy jelentették be, hogy a trónörökös halálát szívroham okozta. A római katolikus egyház számára – amely az öngyilkosoktól a 20. század második feléig megtagadta az egyházi temetést – külön hivatalos boncolási jelentés készült, amely szerint Rudolf pillanatnyi elmezavarában követte el tettét. Az elhunyt Rudolfot így teljes császári pompával kísérhették a kapucinus templom császári kriptájába („Kaisergruft”).
Mary Vetsera bárónő halálát szigorúan elkülönítették Rudolf trónörökös halálhírétől. Még annak puszta tényét is el kellett titkolni, hogy a trónörökös halálának éjszakáján ő is ott lett volna Rudolffal együtt a mayerlingi kastélyban. Csupán a trónörökös halálának ténye került nyilvánosságra, a bárónőről hivatalosan sehol nem eshetett szó. A leány holttestét azonnal, a legnagyobb titokban eltávolították Rudolf mellől, kicsempészték a mayerlingi kastélyból, és titokban a közeli heiligenkreuzi ciszterci apátságba vitték, ott az öngyilkosok kriptájába helyezték. Temetéséről még családját is kizárták, csupán nagybátyja, Alexander Baltazzi és gyámja, Stockau gróf vehettek részt (Mary édesanyja már nem). Rajtuk kívül csak kolostorbéli szerzetesek, és Bécs rendőrfőnöke volt jelen, embereivel.
Az a tény, hogy Rudolffal együtt valaki más is meghalt Mayerlingben, sokáig teljes titokban maradt, a Vetsera családot is teljes hallgatásra kötelezték. Mary von Vetsera bárónő holttestét a család csak jóval később helyezhette át rendes sírhelyre, a heiligenkreuzi temetőbe, mai helyére. Az addig megbecsült Vetsera családot gyakorlatilag kiközösítette a császári család, és az arisztokrata társaság is kerülte őket, köszönésüket sem fogadták. A császári család a majd' 18 éves Mary Vetserát tartotta bűnösnek a 31 éves, évek óta kicsapongó életet élő, prostituáltakat látogató trónörökös elcsábításában, és őt okolták Rudolf halála miatt is. Ezt a látszatot egészen a Monarchia bukásáig fenntartották. A cenzúra évtizedeken keresztül semmilyen ettől eltérő értesülést, önigazoló kísérletet sem engedett megjelenni. Mary édesanyjának, Helene von Vetserának el is kellett hagynia Ausztriát. Ugyanerre a sorsra jutott az erkölcstelen kerítéssel megvádolt Marie von Larisch-Wallersee grófnő is, akinek hallgatását a császár pénzzel vásárolta meg.

## Találgatások
Az uralkodócsalád érdekében a kettős haláleset pontos körülményeinek felderítése elmaradt, az ügyet ma is homály fedi. Az évtizedek folyamán megjelent sajtócikkekben és könyvekben az összes elképzelhető változatot megszellőztették. Leírták már, hogy a leányt a trónörökös ölte meg, aki aztán öngyilkosságot követett el. Azt is, hogy mindketten öngyilkosok lettek. Azt is, hogy egymást ölték meg, és azt is, hogy valaki más ölte meg mindkettőjüket. Leírták, hogy a halál időpontjában a leány terhes volt, és azt is, hogy nem volt az.
A holttestek első, korabeli helyszíni vizsgálata alapján hamar kitűnt, hogy Mary több órával korábban halt meg, mint Rudolf. Ebből arra is lehet következtetni, hogy Rudolf ölte meg a leányt, és a halott mellett üldögélt, míg végül maga ellen fordította fegyverét. Egy másik elmélet szerint a halálára készülő Rudolf közös öngyilkosságot javasolt szeretőjének, és a fiatal Mary, aki bolondulásig szerelmes volt a férfibe, minden áldozatra kész volt szerelméért. Más elemzések azt sugallják, hogy Mary terhes volt a trónörököstől, és a kastélyban magzatelhajtást (abortuszt) végeztek rajta, a leány belehalt a tiltott műtétbe, és Rudolfot annyira összetörte a halála miatt érzett önvád, hogy öngyilkos lett. Van olyan jelentés, amely szerint a helyszínen csak egyetlen revolvergolyó került elő. Voltak szemtanúk is, akik a leány fején golyó ütötte lyukat láttak. A holttestek megtalálásakor kialakult zűrzavarban sokan tettek egymásnak ellentmondó észleléseket és tanúvallomásokat.

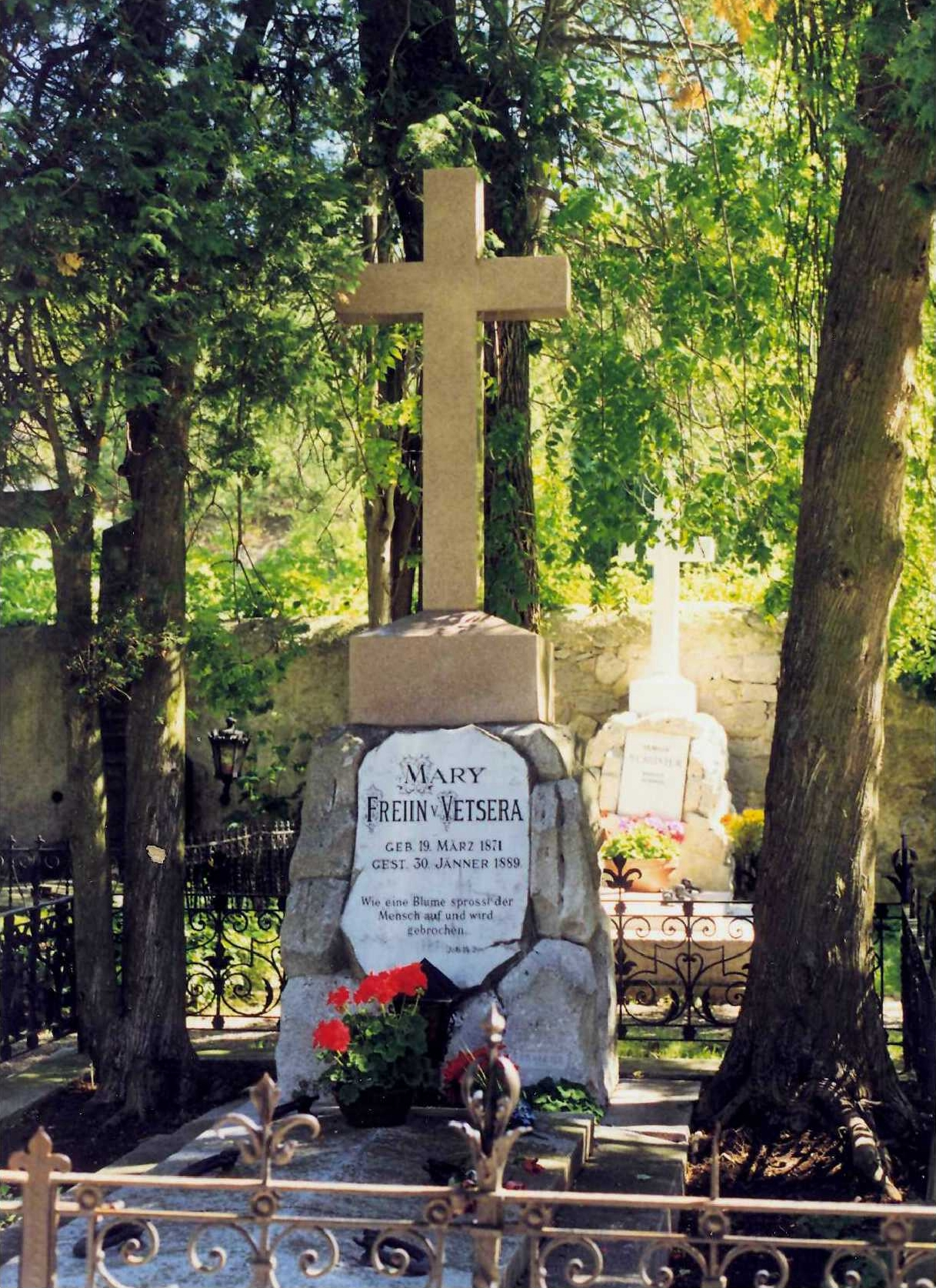
Heiligenkreuz, Mary von Vetsera sírja

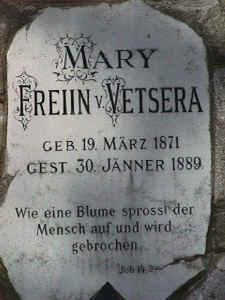
Mary von Vetsera sírfelirata

## Sírjának megbolygatása 1945-ben
A második világháború végén, 1945 késő tavaszán az Alsó-Ausztriába benyomuló szovjet Vörös Hadsereg nehéztüzérsége tűz alá vette a heiligenkreuzi cisztercita apátságot. A harcok során a műemlék épületben és a településen súlyos károk keletkeztek. A temetőben egy nagy űrméretű lövedék robbanása elmozdította helyéről a Mary Vetsera sírját fedő gránitlapot. A helyreállítás előtt egy helybeli fiatal orvost, dr. Gerd Hollert megbízták, végezzen hatósági szemlét Mary földi maradványain, és tanúskodjék az újratemetésnél. Dr. Holler megvizsgálta Mary koponyáját és más csontjait. Jelentése szerint nem talált lövéstől származó sérülést a csontvázon. 1980-ban könyvet is írt tapasztalatairól. 1959-ben a Baltazzi család egyik tagja kijavíttatta, rendbetetette a háborúban megsérült sírhelyet.

## Sírjának kirablása1992-ben
Mary Vetsera személye ismét a közfigyelem középpontjába került, amikor 1992 decemberében újsághírek jelentek meg egy sírgyalázásról, amely a heiligenkreuzi temetőben történt. Hivatalos vizsgálatot rendeltek el, ennek keretében felnyitották a Mary Vetsera kriptáját, azt üresen találták, a holttest eltűnt.
A nyomozás megtalálta a tettest, Helmut Flatzelsteinert, egy (akkor) 52 éves linzi vállalkozót, aki saját vallomásában önmagát a Mayerling-mítosz megszállott kutatójának írta le. Ő tulajdonította el a csontokat és egyéb maradványokat azzal a szándékkal, hogy azokat részletes törvényszéki orvostani vizsgálatoknak vesse alá. A boncolás és a holttest részletes vizsgálata, Flatzelsteiner szervezésében meg is történt, de ennek eredményeit soha nem hozták nyilvánosságra. Az eredmények megvannak, de nem teljes körűek, és nincsenek tudományosan rendezve, feldolgozva.
A vizsgálat eredményei azt mutatják, hogy Mary Vetsera koponyáján lövéstől származó sérülés látszik. Nem sikerült azonban kellően tisztázni, hogy a megvizsgált holttest, amelyet abból a sírból loptak el, valóban Mary Vetserával azonos-e, mivel a DNS-vizsgálatra nem adtak engedélyt. Csak az tekinthető teljesen bizonyosnak, hogy a sírban egy kb. 18 éves nő holtteste feküdt, akit 1890 körül temettek el, ruházatának darabjai az adott korszakból és attól a bécsi kereskedőtől valók, akinek Vetsera bárónő egykor rendszeres vásárlója volt.
1993. október 28-án Mary Vetsera földi maradványait a nyilvánosság teljes kizárásával ismét sírjába helyezték, kriptáját földdel töltötték fel, hogy elejét vegyék esetleges újabb sírgyalázási kísérleteknek.
Mivel Flatzensteiner mindent gondosan lefényképeztetett, e fotókat később újra és újra ki lehetett értékelni. Eszerint a fejen található sérülést lőfegyverből, valószínűleg 9 mm-es revolverből származó lövés okozta, a golyó a fej bal oldalán hatolt be. A hajmaradványokon, amelyeket Flatzensteiner szintén megőrzött, tipikus kén- és ólomnyomok láthatók. Mivel Mary Vetsera jobbkezes volt, az öngyilkosság lehetősége gyakorlatilag kizárható, és biztosra vehető, hogy a leány gyilkosság áldozata lett.

## Játékfilmek
- Mayerling, 1936, rendező: Anatole Litvak. Rudolf trónörököst Charles Boyer, Stefánia főhercegnét Yolande Laffon,  Marie von Vetsera bárónőt Danielle Darrieux, I. Ferenc József császárt Jean Dax, Erzsébet császárnét Gabrielle Dorziat alakította.
- Mayerling, 1968, rendező: Terence Young. Marie von Vetsera bárónőt Catherine Deneuve, Marie von Larisch grófnőt Geneviève Page, Mizzi Kaspart Fabienne Dali, Rudolf trónörököst Omar Sharif, Stefánia főhercegnét Andréa Parisy, I. Ferenc József császárt James Mason, Erzsébet császárnét Ava Gardner alakította.
- Magánbűnök, közerkölcsök, 1976, rendező: Jancsó Miklós. A szexualitás szokatlanul merész ábrázolása miatt hírhedtté vált film meglehetősen szabadon dolgozza fel a mayerlingi tragédiát. Jancsó értelmezése szerint a szerelmespárt a bécsi udvar (lényegében maga a császár) ölette meg, mivel Rudolf lázadt konzervatív apja ellen (a műben e lázadást a provokatív szexualitás jelképezte). Botrányos volt a filmben az is, hogy Maryt hermafrodita kellékekkel, pucéran ábrázolta. Az olasz–jugoszláv koprodukcióban készült alkotásban Maryt Teresa Ann Savoy, Rudolf trónörököst Balázsovits Lajos alakította.
- Rudolf – Sissi egyetlen fia, osztrák-német-francia-olasz TV-film, 2006, rendező: Robert Dornhelm. Marie von Vetsera bárónőt Vittoria Puccini, Marie von Larisch grófnőt Julia Cencig, Mizzi Kaspart Birgit Minichmayr, Rudolf trónörököst Max von Thun, Stefánia főhercegnét Daniela Golpashin, I. Ferenc József császárt Klaus Maria Brandauer, Erzsébet császárnét Sandra Ceccarelli alakítja.